# Візент (Баварія)
Візент (нім. Wiesent) — громада в Німеччині, розташована в землі Баварія. Підпорядковується адміністративному округу Верхній Пфальц. Входить до складу району Регенсбург. 
Площа — 22,18 км2. Населення становить 2587 ос. (станом на 31 грудня 2020).